# En kärlekshistoria
En kärlekshistoria är en svensk långfilm från 1970. Roy Anderssons debutfilm blev en stor succé som i dag är en klassiker om kärlek i tonåren. Den unga kärleken kontrasterar mot föräldragenerationen och dess brustna förhoppningar.

## Handling
Huvudpersonerna är tonåringarna Annika, 14 år, och Pär, 15 år, och filmen skildrar hur de träffas, deras skilda bakgrunder och umgängeskretsar. Pär bor med sina föräldrar och fadern driver en bilverkstad. Annikas familj är desillusionerad och olycklig; hennes moster Eva är besviken på livet och ensam. När Pärs familj besöker Pärs farfar på sjukhemmet fikar de i sjukhusparken och där möts Annika och Pärs blickar.
Annika och Pär möts igen men båda är trevande och när de båda är på ett diskotek förmår de inte att mötas trots att båda vill. När Pär hamnar i slagsmål med en följeslagare till Annika tvingas han skamset lämna platsen och relationen sätts på ett svårt prov. En nyckelscen i filmen följer när Pär och hans kompisar kör runt med sina mopeder på en grusplan med Annika ropande och gråtande vid sidan av planen. Hon springer efter Pär som kör iväg och lämnar henne ensam men kommer sedan körande tillbaka och släpper mopeden och springer och omfamnar Annika.

## Om filmen
En kärlekshistoria har visats i SVT, bland annat 1986, 1993, 2006, 2007 och i januari 2021 samt under april 2023.

## Rollista (i urval)
- Ann-Sofie Kylin – Annika Hellberg
- Rolf Sohlman – Pär
- Anita Lindblom – Eva, Annikas moster
- Bertil Norström – John Hellberg, Annikas far, kylskåpsförsäljare
- Lennart Tellfelt – Lasse, Pärs far, bilverkstadsägare
- Margreth Weivers – Elsa Hellberg, Annikas mor
- Arne Andersson – Arne, bekant till Pärs familj
- Maud Backéus – Gunhild, Pärs mor
- Verner Edberg – Verner, Pärs farbror
- Elsie Holm – gäst på kräftskivan
- Tommy Nilsson – Roger Hellberg, Annikas lillebror
- Gunnar Ossiander – Gunnar, Pärs farfar
- Björn Andrésen – Pärs kompis
- Lennart Tollén – Lennart, Evas fästman
- Roger Magnusson – bilmekaniker/svetsare

## Produktion
När filmen kom var den en del i socialrealistisk våg inom svensk film. Roy Andersson hade inspirerats av den tjeckoslovakiska filmen och Milos Forman. Filmen spelades in mellan den 16 juni och den 26 augusti 1969 och hade svensk premiär 24 april 1970 på biografen Saga i Stockholm. Inspelningsplatser var bland andra Svartsjö slott på Ekerö, Bellevueparken i Stockholm, Rörstrandsgatan och Norrbackagatan i Stockholm, och Stora Essingen. Den ikoniska stillbilden av paret på fotbollsplanen, som användes för filmaffischen, togs av fotografen Walter Hirsch.

## Filmmusik (i urval)
- Bodens Ingenjörskårs marsch, kompositör Viktor Widqvist
- Rigoletto, kompositör Giuseppe Verdi
- Op een Zeemansgraf, kompositör Johnny Hoes
- När jag var prins utav Arkadien/Si j'étais roi ur Orfeus i underjorden, kompositör Jacques Offenbach
- It's a Long Way to Tipperary, kompositör Harry Williams, engelsk text Jack Judge, svensk text Gösta Rybrant
- Pierina eller Blå anemonerna, kompositör och text Evert Taube
- Morgon, kompositör Ejnar Eklöf, text Karl Gustav Ossiannilsson
- Isabella/Daisy Bell, kompositör Harry Dacre, svensk text Alma Rek
- I'm Popeye the Sailor Man/Karl Alfred, kompositör och text Sammy Lerner
- On My Way, kompositör och text Björn Isfält
- Ford-valsen, kompositör och text Fred Winter, Henry Carson och Nils Gustaf Granath
- 'Oh! No, kompositör Björn Isfält, text Roy Andersson
- Talk to Me, kompositör Björn Isfält, text Roy Andersson
- Wake Up in the Morning, kompositör Björn Isfält, text Roy Andersson
- Would You Like to Be, kompositör Jan Bandel, text Greg FitzPatrick
- Helan går

## Mottagande
Björn Isfälts filmmusik blev hyllad och nådde uppmärksamhet även i USA. Denna musik framfördes av bandet Atlantic Ocean, även om skivbolaget CBS endast nämnde sångaren Staffan Stenströms namn på såväl filmens soundtrack som på de båda singlar med dessa låtar som också utgavs.
Filmen vann IWG Golden Plaque vid Berlins filmfestival, Journalisternas specialpris samt nominerades till Guldbjörnen. Guldbjörnen kom inte att delas ut 1970 på grund konflikter där bland annat festivaljuryn avgick.

## I senare populärkultur
Omslaget på Tomas Andersson Wijs album Ett slag för dig är en stillbild från filmen.